# 稲里村
稲里村（いなさとむら）は、かつて岐阜県本巣郡に存在した村である。
現在の瑞穂市稲里に該当する。

## 歴史
- 1875年（明治8年） - 上橋本村と柳一色村が合併し、稲里村になる。
- 1889年（明治22年）7月1日 - 町村制により、稲里村発足。
- 1897年（明治30年）4月1日 - 穂積村、別府村と合併し、穂積村が発足。同日稲里村廃止。